# Porfirio Conde Ramírez
Porfirio Arturo Conde Ramírez (La Paz, Bolivia; 15 de septiembre de 1955), es un cantautor boliviano que a principios de 1974, creó su grupo de música folklórica llamada Sendero de Piedra, que posteriormente fue uno de los invitados por el Maestro Carlos Arguedas Arancibia, que era director del grupo folklórico Bolivia Manta, que actualmente reside en Francia. 

## Carrera
Desde pequeño demostró su gusto pasional por la música gracias a su abuelo paterno, quien era un artesano fabricante de instrumentos de percusión, de viento y de cuerdas; y le enseñó a tocar la zampoña y la quena, con él se aficionó por aprender a la ejecución de instrumentos de cuerda, y es así que su abuelo le regaló un charango y posteriormente su primera guitarra, supo combinar lo artístico con la creatividad, componiendo sus primeras canciones en diferentes géneros musicales. El 25 de diciembre de 1982, a pedido de sus hermanos Rolando y Sergio Conde, formó parte de una banda musical llamada La Bamba, como vocalista y fue el regalo de Navidad que hasta esos días, ha seguido disfrutando, ellos le dieron el aliento y el apoyo incondicional para grabar sus composiciones, que hoy en día muchos gustan de estos estilos musicales.
Entre sus composiciones más conocidas son "No me olvides" y "Falso amor", además entre sus temas clásicos también conocidos son "Mi soledad", "La fiesta", "Nada quedara", "Nostalgia", "Ángel", "Oye", "Mi cumbia", "Por amarte" y entre otros. Entre algunos, también hizo composiciones dedicadas a "Santa Cecilia" (patrona de las músicos), que se las canta en las novenas en honor a la Santa, por los miembros de la Comunidad "Amigos De Santa Cecilia".